# 三氯氧磷
三氯氧磷（分子式：POCl3），也称作磷酰氯，室温下为无色液体。它在潮湿空气中发烟，水解为磷酸及具刺激性的盐酸液滴。工业上由三氯化磷与氧气或五氧化二磷反应制备，主要用作生产磷酸酯如磷酸三甲苯酯。

## 结构
三氯氧磷中的磷原子为四面体构型，含有三个P-Cl键及一个P=O双键，P=O键离解能大约为533.5kJ/mol。根据键长及电负性的数据，Schomaker-Stevenson规则认为下列共振式中双键型的贡献较多，但同族的POF3中，贡献较多的则是电荷分离型结构。P=O双键与酮中的羰基π键也不相似，以前教材中认为磷d轨道与氧的p轨道交盖，现在则大多认为P-O键中的π键与P-Cl键σ*反键轨道有关，并不考虑d轨道的作用。

## 化学性质
POCl3与水和醇反应，生成磷酸或磷酸酯，如：
O=PCl3  +  3 H2O  →  O=P(OH)3  +  3 HCl
若反应中醇代替水，则产物为三烷基磷酸酯。此类反应常在吡啶或胺中进行，以吸收生成的HCl，推动反应进行。
路易斯酸如氯化锰催化下，POCl3与过量酚（ArOH）共热得到三芳基磷酸酯。例如与苯酚反应：
3 C6H5OH  +  O=PCl3  →  O=P(OC6H5)3  +  3 HCl
POCl3也可以充當路易斯碱，与很多路易斯酸形成加合物。如与四氯化钛反应：
Cl3P+-O−  +  TiCl4  →  Cl3P+-O-−TiCl4
与氯化铝生成的加合物（POCl3·AlCl3）很稳定，POCl3也因此被用于从傅-克反应生成物中去除AlCl3。AlCl3存在下，POCl3与溴化氢反应生成POBr3。

## 制备
三氯氧磷可通过三氯化磷与氧气在20-50 °C反应制备（使用空气效率较低）：
2 PCl3  +  O2  →  2 O=PCl3
或者利用五氯化磷与五氧化二磷的反应。但是反应物都为固态，反应效果不佳。用氯气氯化PCl3和P4O10的混合物，生成的PCl5同时再与P4O10反应，效果会好一些。产生的POCl3自身就可作反应溶剂：
6 PCl3  +  6 Cl2  → 6 PCl5
6 PCl5  +  P4O10  →  10 POCl3
五氯化磷水解时也会产生POCl3，但副反应较多，反应不易控制。

## 用途
三氯氧磷最常用于生产三芳基磷酸酯（如磷酸三苯酯和磷酸三甲苯酯），它们可用作阻燃剂及聚氯乙烯的增塑剂。而三烷基磷酸酯如磷酸三丁酯（由1-丁醇通过类似反应制取）则是液液萃取的溶剂，用在核燃料后处理等工业中。
半导体工业中，也用POCl3作为扩散过程中磷的来源，以掺杂制取N型硅半导体。
实验室中用POCl3作为失水剂，将酰胺转化为腈。某些酰胺可通过Bischler-Napieralski反应环化，生成二氢异喹啉的衍生物：
若上述反应经由的R-C(=NH)-Cl（imidoyl chloride）中间体足够稳定，则反应可停留在此阶段。比如，POCl3可使吡啶酮与嘧啶酮转化为相应的氯代产物，是医药工业中的重要前体。140 °C时，三氯氧磷与巴比妥酸反应生成2,4,6-三氯嘧啶：
三氯氧磷存在下，活化的芳香环发生Vilsmeier-Haack反应，得到芳醛或芳酮。反应中的酰基化试剂常用DMF或N-苯基-N-甲基甲酰胺，中间产物亚胺盐很容易水解生成醛。例如，以蒽作反应物得到9-蒽甲醛：